# 알레산드로 만초니
알레산드로 만초니(Alessandro Manzoni, 1785년 ~ 1873년)는 이탈리아의 시인·소설가이다.

## 생애
밀라노 귀족 집안에서 태어났다. 외할아버지 체사레 베카리아(이탈리아의 법률·경제학자, 1738-94)는 북부 이탈리아 롬바르디아 지방의 계몽주의 운동의 지도자 가운데 한 사람이었다. 만초니는 외가 쪽의 성격을 많이 닮고 있다. 처녀작은 15세 때의 시작으로 신고전주의 영향을 받은 <자유의 승리>(1801)이었다. 1805년 어머니가 애인과 파리로 나가자 그도 그 뒤를 좇았다. 어머니와 더불어 파리의 지식계급간에 호의적으로 받아들여지는 바 되어 콘도르세 후작 부인의 살롱에 출입하였다. 그 사이 중세사 연구가인 클로드 포리에르를 사귀어 오랫동안 친교관계를 가졌다. 만초니의 역사에 대한 관심은 포리에르의 영향을 입은 바가 크다.
1808년 엔리케타 블론텔과 결혼, 그 해에 처와 어머니를 동반하고 다시 파리로 나갔다. 회의론(懷疑論)·인도주의·감각론·칸트 철학 등을 섭렵하면서 또 파스칼, 기타 호교론자(護敎論者)의 저작과 가톨릭으로 개종한 자기 처 엔리케타의 영향을 받아 피비린내 나는 전세기(前世紀)의 반동으로 19세기 초의 파리를 온통 휘감은 가톨릭 신앙의 분위기 속에서 개종하였다. 그의 개종은 만초니의 인생 창작활동에 커다란 전기를 가져와 1812년 이후로는 그리스도교적 낙원이라는 이상에 자유·평등·박애의 정신을 결부시킨 작품이 속속 발표되었다. 개종한 감격으로 교회의 대제일(大祭日)을 노래한 <성가>(1812-22), 역사상의 인물을 주제로 한 비극 <카르마뇰라 백작>(1820), 외세의 압제 아래 시달린 이탈리아 국민의 고민을 그린 극작 <아데르키>(1822), 이탈리아 근대 소설의 선구가 된 <약혼자들> 등이 있다.
1833년 크리스마스에 처 엔리케타가 세상을 떠남으로써 만초니에게 큰 충격을 주었다. 그의 시인으로서의 활동은 정지된 듯 보였으며 그 후로는 언어 문제에 몰두하여 이탈리아어의 통일에 최대의 관심을 쏟았다.

## 작품
- 약혼자들(I promessi sposi)

1827년에 출판된 초판은 13년의 세월이 흐른 뒤인 1840년에 언어 수정판이 나왔다. 이것은 이탈리아 문장의 교본이기도 하다. 만초니가 살던 시기의 롬바르디아는 오스트리아의 지배하에 있었으나 이 역사 소설은 150년 전의 에스파냐 지배 시대의 북 이탈리아를 무대로 하고 있다. 소설의 주인공은 천민 출신으로 약혼 중의 렌초와 루치아는 사악한 에스파냐 귀족의 폭력으로 고향에서 추방된다. 수많은 고난을 극복하며 정의, 두터운 신앙으로 무장하여 에스파냐 귀족을 물리치고 승리한다는 내용이 부드러운 필치로 묘사되어 있다. <약혼자들> 가운데서 신(神)은 인류 역사의 숨은 주재자로서 신에게 부름받은 자는 도덕적으로 높은 수준에 놓인다. 신의 의지(意志)가 인간의 폭력에 휘말려들어가는 일이 있을지라도 성스러운 의지를 감수치 않으면 안 된다고 설파하고 있다. 이것은 운명에 대한 체념을 이야기한 것은 아니다. 높고 또 순수한 신앙이야말로 정의의 법도이며 투쟁의 규범이라고 주장한다. 전 세계에서 번역되어 나왔다.